# Luodematalat
Luodematalat este o arie protejată (arie specială de conservare — SAC, sit de importanță comunitară — SCI) din Finlanda întinsă pe o suprafață de 4.452 ha, integral marine.

## Localizare
Centrul sitului Luodematalat este situat la coordonatele 60°09′27″N 26°40′58″E / 60.1575°N 26.6828°E.

## Înființare
Situl Luodematalat a fost declarat sit de importanță comunitară în martie 2012 pentru a proteja un număr necunoscut de specii din flora spontană și fauna sălbatică aflate în arealul zonei. Situl a fost protejat și ca arie specială de conservare în aprilie 2015.

## Biodiversitate
Situată în ecoregiunea boreală, aria protejată conține 2 habitate naturale: Recifuri, Bancuri de nisip acoperite în permanență slab de apă marină.
La baza desemnării sitului se află un număr nedeclarat de specii protejate.